# Yigoga fidelis
Yigoga fidelis är en fjärilsart som beskrevs av Joannis 1903. Yigoga fidelis ingår i släktet Yigoga och familjen nattflyn. Inga underarter finns listade i Catalogue of Life.